# Свишни
Сви́шни — село Долгоруковского района Липецкой области. Центр Свишенского сельского поселения.
Возникли в XVII веке. В 1676 году имели 34 двора.
Название село получило по реке Свишне, в устье которой находится (река впадает в Быструю Сосну).
К Свишням непосредственно примыкает деревня Агарково; это фактически единый населенный пункт.
В 8 км к юго-востоку находится крупное село Стегаловка.